# ナンド・パイナケル
ナンド・ゼン・パイナケル（オランダ語: Nando Zen Pijnaker、1999年2月25日 - ）は、オランダとニュージーランドのサッカー選手。ニュージーランド代表。ポジションはDF。

## クラブ歴
オランダ・ヘルダーラント州ブルメン生まれで3歳の時にニュージーランド・ロトルアに移住した。ンゴンゴタハAFCの下部組織でサッカーを始め、15歳でトップチームデビューを果たした。
2015年にウェスタン・サバーブズFCの下部組織でもあるオーレ・フットボール・アカデミーに移り、トップチームのウェスタン・サバーブズで出場を重ねた。その後チーム・ウェリントンFCの下部組織に在籍し、イースタン・サバーブズAFCに移籍。
2019 FIFA U-20ワールドカップが終わると、オーレ・フットボール・アカデミー時代の監督であるデクラン・エッジのいるスウェーデン4部・トルスランダIKに移籍。6月15日に移籍後初出場となったが、チームは5-0で惨敗した。
2020年1月26日、代表でのチームメイトであるマックス・マタとともにチャレンジリーグのグラスホッパー・クラブ・チューリッヒに加入した。同年夏にプリメイラ・リーガのリオ・アヴェFCに移籍。
2022年2月8日、スライゴ・ローヴァーズFCにシーズン終了までレンタル移籍。その後完全移籍となった。

## 代表歴
U-20ニュージーランド代表として2019 FIFA U-20ワールドカップに参加。4試合全てに出場し、うち3試合はフル出場と主力として活躍した。
ニュージーランドA代表初出場は2019年11月18日のリトアニア代表との親善試合で、ジェームズ・マクガリーに代わって途中出場した。